# Olcella fasciata
Olcella fasciata är en tvåvingeart som först beskrevs av Oswald Duda 1930.  Olcella fasciata ingår i släktet Olcella och familjen fritflugor. Inga underarter finns listade i Catalogue of Life.